# Ergasilus gobiorum
Ergasilus gobiorum is een eenoogkreeftjessoort uit de familie van de Ergasilidae. De wetenschappelijke naam van de soort is voor het eerst geldig gepubliceerd in 1967 door Markevich & Sukhnenko.